# Хилл, Эдин
Эдин Хилл (англ. Adin Hill; род. 11 мая 1996, Комокс, Британская Колумбия) — канадский хоккеист, вратарь клуба «Вегас Голден Найтс» и сборной Канады. Чемпион мира (2021). Обладатель Кубка Стэнли 2023 года.

## Карьера

### Клубная
Начав юниорскую карьеру за «Калгари Кэнакс», он перешёл в «Портленд Уинтерхокс», выступающий в WHL. По итогам сезона 2014/15 он стал лучшим по показателям отражённых бросков.
На драфте НХЛ 2015 года он был выбран в 3-м раунде под общим 76-м номером клубом «Аризона Койотис». Отыграв следующий сезон за «Портленд Уинтерхоукс», 6 апреля 2016 года он заключил с «Аризоной» трёхлетний контракт новичка. В сезоне 2016/17 играл за два фарм-клуба «Тусон Роудраннерс» и «Рапид-Сити Раш».
Дебютировал в НХЛ 17 октября 2017 года в мачте с «Далласом», который закончился поражением «койотов» со счётом 3:1 и при этом он стал первым среди вратарей, которые были выбраны на драфте в 2015 году.
3 августа 2019 года продлил с клубом контракт на один год.
15 сентября 2020 года подписал новый контракт сроком на один год. В новом сезоне он стал одним из лучших вратарей клуба по нескольким показателям, включая отражённые броски и количество шатаутов.
17 июля 2021 года был обменян в «Сан-Хосе Шаркс» на вратаря Йозефа Корженаржа, после чего заключил с новым клубом двухлетний контракт.
29 августа 2022 года был обменян в «Вегас Голден Найтс». В июне 2023 года в составе «Голден Найтс» выиграл первый в истории клуба Кубок Стэнли, став в плей-офф основным вратарём своей команды.
30 июня 2023 года в качестве свободного агента подписал с «Голден Найтс» двухлетний контракт на общую сумму $9,8 млн долларов.

### Сборная
Играл за сборную Канады по хоккею на ЧМ-2021; по итогам которого «кленовые листья» стали чемпионами мира. На турнире отыграл три матча, два из которых провёл полные.